# Aéroport Capitán Vicente Almandos Almonacid
Pour les articles homonymes, voir IRJ.
L'aéroport Capitán Vicente Almandos Almonacid (code IATA : IRJ • code OACI : SANL • code FA Argent. (es) : LAR) (en espagnol : Aeropuerto de La Rioja - Capitán Vicente Almandos Almonacid) est un aéroport situé à La Rioja en Argentine.
Il a été nommé en l'honneur de l'aviateur argentin Vicente Almandos Almonacid.

## Situation
| \| 100 km1:20 642 000 \| Bahía Blanca San Carlos de Bariloche Buenos Aires · J.-Newbery Buenos Aires · Ezeiza Buenos Aires · El Palomar Catamarca Comodoro Rivadavia Córdoba Corrientes El Calafate Esquel Formosa Gobernador Gregores San Salvador de Jujuy La Rioja Malargüe Mar del Plata Mendoza Neuquén Paraná Perito Moreno Puerto · Iguazú Puerto Madryn Reconquista Resistencia Río Cuarto Río Gallegos Río Grande Rosario Salta San Juan San Luis San Martín de los Andes San Rafael Santa Fe de la Vera Cruz Santa Rosa Santiago del Estero Sunchales Tandil Termas de Río Hondo Trelew Tucumán Ushuaia Viedma |
| 100 km1:20 642 000 |

## Compagnie aérienne et destinations
| Compagnies            | Destinations                                      |
| --------------------- | ------------------------------------------------- |
| Aerolíneas Argentinas | Buenos Aires-J. Newbery, Catamarca-F. Varela (en) |

Edité le 14/12/2023

## Statistiques
Pour des raisons techniques, il est temporairement impossible d'afficher le graphique qui aurait dû être présenté ici.

Voir la requête brute et les sources sur Wikidata.